# Centrale nucléaire de Ringhals
La centrale nucléaire de Ringhals est une centrale suédoise située sur la péninsule de Värö (en suédois : Väröhalvön) environ à 60 km au sud de Gothembourg. La centrale appartient, en juin 2012, à 70,4 % à Vattenfall et à 29,6 % à Sydkraft (en), filiale d'Uniper.

## Histoire de la construction
Le projet est né en 1965, avec l'acquisition du terrain du site. Deux réacteurs ont été commandés en 1968 : un réacteur à eau bouillante d'ABB-ATOM (R1) et un Réacteur à eau pressurisée de Westinghouse (R2). Les travaux de construction ont commencé en 1969; l'exploitation commerciale a commencé pour R2 en 1975 et pour R1 en 1976.
Deux autres réacteurs à eau sous pression, R3 et R4, ont été commandés à Westinghouse en 1971 et les travaux de construction ont commencé en 1972.
A cette époque, l'opinion publique et politique en Suède n'était pas défavorable à l'énergie nucléaire. L'une des raisons était que jusqu'en 1970, presque toute l'électricité provenait d'une exploitation sans cesse croissante des grands fleuves sauvages du nord de la Suède, et le nombre décroissant de rivières restantes et inexploitées a créé une opposition féroce contre la poursuite du développement de l'hydroélectricité en Suède.
L'opinion a changé et lors des élections parlementaires de 1976, un nouveau gouvernement a été élu avec un mandat clair d'éliminer progressivement l'énergie nucléaire au plus tard en 1985. Officiellement, cela a été imposé par une nouvelle loi, Villkorslagen, qui exigeait la preuve d'une méthode "absolument sûre" d'élimination de combustible nucléaire usé avant que les nouveaux réacteurs ne soient autorisés à être chargés de combustible nucléaire neuf. La loi est entrée en vigueur au printemps 1977 et a empêché l'unité R3 récemment achevée d'être chargée de combustible nucléaire. L'industrie nucléaire suédoise a ensuite développé un concept d'élimination des déchets hautement radioactifs appelé KBS-1, développé plus tard en KBS-3.
Basé sur le concept KBS-1, R3 a été, à travers un processus très controversé comprenant une crise gouvernementale, autorisé à charger du carburant le 27 mars 1979. L'accident de Three Mile Island s'est produit le lendemain, ce qui a déclenché un référendum en Suède sur l'énergie nucléaire. Le référendum a eu lieu le 23 mars 1980 et le résultat a été interprété comme un "oui" à l'achèvement de la construction et de l'exploitation de l'ensemble du programme nucléaire suédois avec 12 réacteurs. Par conséquent, R3 a pu être chargé de carburant et a commencé son exploitation commerciale le 9 septembre 1981, plus de quatre ans après avoir essentiellement achevé la phase de construction en 1977.
R4 a également été quelque peu retardé en raison du référendum mais aussi en raison de la résolution de certains problèmes techniques identifiés lors du démarrage de l'usine sœur R3, et a commencé son exploitation commerciale le 21 novembre 1983.

## Description
Cette centrale nucléaire suédoise livre de l'électricité sur le réseau depuis le 1er janvier 1976. Elle comprend quatre réacteurs, trois réacteurs sont des réacteurs à eau pressurisée (REP), et le dernier est un réacteur à eau bouillante (REB).
Avant l'arrêt de deux réacteurs la centrale avait une capacité totale de 3 560 MWe.
| Non du réacteur | Modèle     | Puissance brut (MW) | Puissance nette(MW) | Début de construction | Raccordement au réseau | Mise en service commerciale | Statut                                    |
| --------------- | ---------- | ------------------- | ------------------- | --------------------- | ---------------------- | --------------------------- | ----------------------------------------- |
| Ringhals-1      | REB AA-1   | 910                 | 881                 | 01.02.1969            | 14.10.1974             | 01.01.1976                  | Mise à l’arrêt définitif en décembre 2020 |
| Ringhals-2      | REP WH 3LP | 963                 | 852                 | 01.10.1970            | 17.08.1974             | 01.05.1975                  | Mise à l’arrêt définitif en décembre 2019 |
| Ringhals-3      | REP WH 3LP | 1117                | 1072                | 01.09.1972            | 07.09.1980             | 09.09.1981                  | Opérationnel                              |
| Ringhals-4      | REP WH 3LP | 1171                | 1117                | 01.11.1973            | 23.06.1982             | 21.11.1983                  | Opérationnel                              |

## Incidents
En novembre 2006, une explosion a provoqué l'incendie d'un transformateur de courant près d'un des réacteurs de la centrale. L'installation, reliée à l'une des turbines, a pris feu et le système de sécurité s'est aussitôt déclenché, selon l'autorité de l'énergie nucléaire suédoise (SKI). Le réacteur a été arrêté.
En mai 2011, un incendie a été provoqué par un aspirateur oublié dans le bâtiment du réacteur lors d'un test de l'enceinte de confinement sous haute pression. L'incendie a provoqué l'arrêt les 4 réacteurs de la centrale, et causé de sérieux dégâts sur le réacteur no 2, qui est resté arrêté jusqu'à la mi-décembre.
Le 20 juin 2012, des explosifs ont été découverts sous un camion dans l'enceinte de la centrale, ont annoncé Vattenfall et la police suédoise. Cette alerte a déclenché un renforcement de la sécurité dans les trois centrales nucléaires de Suède.

## Arrêt des réacteurs
En mai 2015, Vattenfall annonce qu’il compte arrêter deux des quatre réacteurs de la centrale de Ringhals avant 2020, au lieu de 2025 comme initialement prévu, en raison d'une baisse de rentabilité due à plusieurs facteurs. 
Deux réacteurs ont été arrêtés par le groupe énergétique public suédois Vattenfall propriétaire à 70,4% de la centrale nucléaire. Ringhals-2 en décembre 2019 et Ringhals-1 en décembre 2020.